# Life (The Cardigans)
Life è il secondo album di canzoni dei The Cardigans pubblicato nel 1995.

## Tracce
1. "Carnival" – 3:37
2. "Gordon's Gardenparty" – 3:22
3. "Daddy's Car" – 3:35
4. "Sick and Tired" – 3:24
5. "Tomorrow" – 3:05
6. "Rise and Shine" – 3:30
7. "Beautiful One" – 3:28
8. "Travelling with Charley" – 4:09
9. "Fine" – 3:11
10. "Celia Inside" – 4:42
11. "Hey! Get Out of My Way" – 3:32
12. "After All..." – 2:57
13. "Sabbath Bloody Sabbath" – 4:32cover dei Black Sabbath